# Leucogaster
Leucogaster is een geslacht van schimmels behorend tot de familie Albatrellaceae. De typesoort is Leucogaster liosporus.

## Soorten
Volgens Index Fungorum bevat het geslacht 25 soorten (peildatum december 2021):
| Soortnaam                    | Auteur(s)                                                             | Publicatiejaar |
| ---------------------------- | --------------------------------------------------------------------- | -------------- |
| Leucogaster anomalus         | (Peck) Zeller & C.W. Dodge                                            | 1924           |
| Leucogaster araneosus        | Zeller & C.W. Dodge                                                   | 1924           |
| Leucogaster badius           | Mattir.                                                               | 1903           |
| Leucogaster braunii          | Rick                                                                  | 1934           |
| Leucogaster bucholtzii       | Mattir.                                                               | 1900           |
| Leucogaster candidus         | (Harkn.) Fogel                                                        | 1979           |
| Leucogaster carolinianus     | Coker & Couch                                                         | 1928           |
| Leucogaster citrinus         | (Harkn.) Zeller & C.W. Dodge                                          | 1924           |
| Leucogaster foveolatus       | (Harkn.) Zeller & C.W. Dodge                                          | 1924           |
| Leucogaster fragrans         | Mattir.                                                               | 1900           |
| Leucogaster fulvimaculosus   | Zeller & C.W. Dodge                                                   | 1924           |
| Leucogaster globosus         | Velen.                                                                | 1939           |
| Leucogaster liosporus        | R. Hesse                                                              | 1882           |
| Leucogaster longisterigmatus | Zeller                                                                | 1947           |
| Leucogaster luteomaculatus   | Zeller & C.W. Dodge                                                   | 1924           |
| Leucogaster magnatus         | (Harkn.) Zeller                                                       | 1941           |
| Leucogaster meridionalis     | G.W. Beaton, Pegler & T.W.K. Young                                    | 1985           |
| Leucogaster microsporus      | Fogel ex M.A. Castellano, J.E. Sm., T. O'Dell, E. Cázares & S. Nugent | 1999           |
| Leucogaster minutus          | Velen.                                                                | 1939           |
| Leucogaster nudus            | (Hazsl.) Hollós                                                       | 1908           |
| Leucogaster odoratus         | (Harkn.) Zeller & C.W. Dodge                                          | 1924           |
| Leucogaster rubescens        | Zeller & C.W. Dodge                                                   | 1924           |
| Leucogaster rudensteineri    | Velen.                                                                | 1922           |
| Leucogaster solidus          | L. Fan & T. Li                                                        | 2021           |
| Leucogaster tozzianus        | (Cavara & Sacc.) Mattir. ex Zeller & C.W. Dodge                       | 1924           |